# Китайска опера
Китайска опера е популярна форма на драматичен и музикален театър в Китай.
Корените му датират от III век. Произведенията се различават по техните носии, говор, смисъл на текст, музика, танци, пеене, жонглиране и бойни изкуства.
Има множество регионални разновидности на китайската опера, от които Пекинската опера (Jingju) е сред най-забележителните.